# Sarosh Sami
Sarosh Sami Khatib (nacido el 21 de febrero de 1964 en Nagpur), también conocido como Sarosh Sami Khatib o Sarosh, es un cantante indio. Se hizo conocer con su primer álbum titulado 'Hey Ya' en 2005, que fue publicado bajo el sello discográfico de "Universal Music". Sarosh también es director de una empresa llamada "Medley Pharmaceuticals Ltd". Además formó parte de una institución llamada "Sangeet Mahabharti", institución que promueve la enseñanza del instrumento musical típico de la India como la tabla. Esta institución fue fundado por Pandit Nikhil Ghosh, ya fallecido. Comenzó su carrera como intérprete de tabla y luego comenzó a dedicarse al canto.

## Discografía
- Hey Ya (2005)[4][5]
- Tishnagi - Released worldwide in 2010 by Twin Soul Entertainment along with a 5 city tour. (enlace roto disponible en Internet Archive; véase el historial, la primera versión y la última).

### Tishnagi (2010) (Detalles del álbum)
Tishnagi contains 8 tracks. 
- Tishnagi
- Rubaru
- Tum Ho
- Tapish
- Sun le
- Janaa Kya
- Aasmaani
- Forever Green